# Trokar

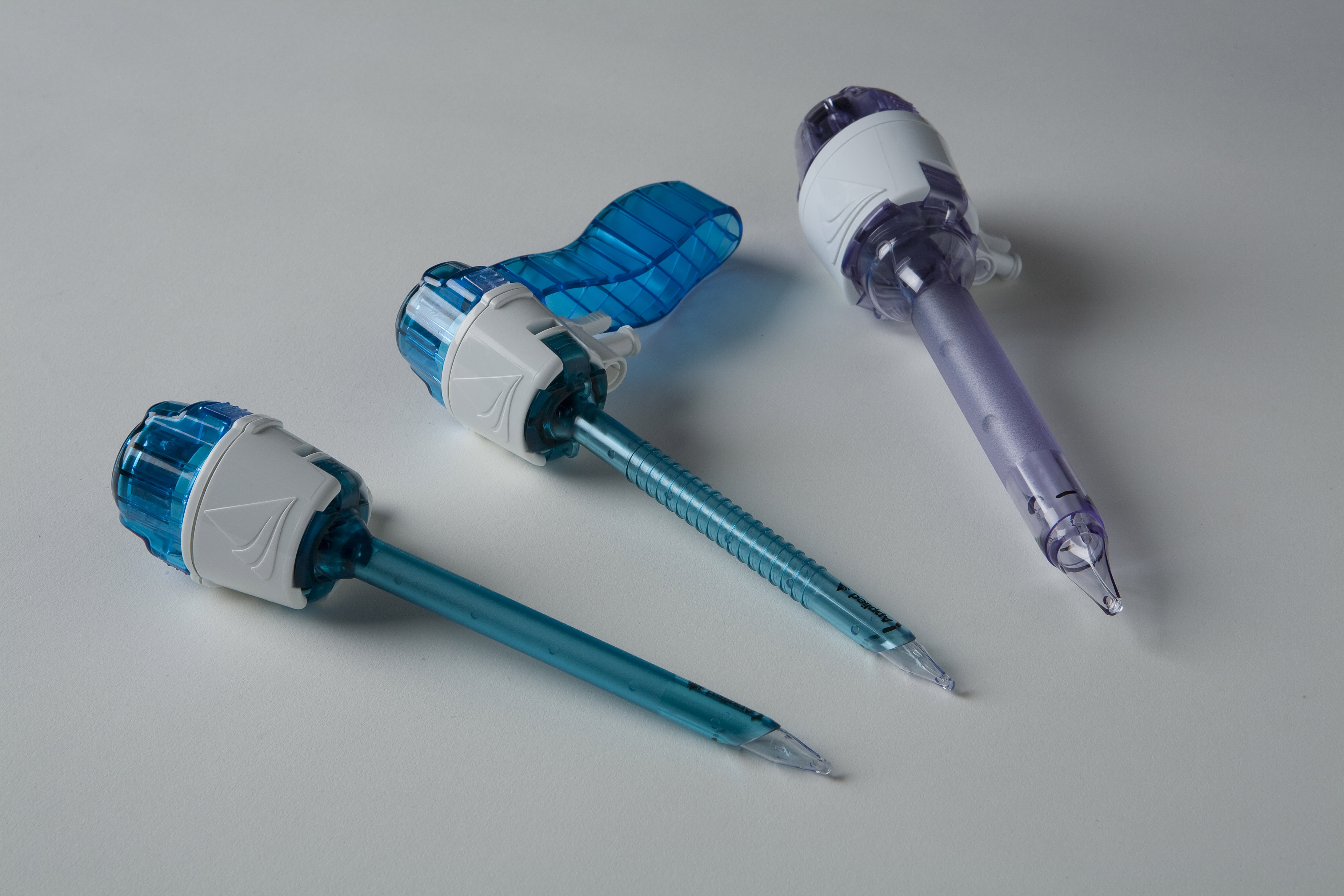
Verschiedene Trokare

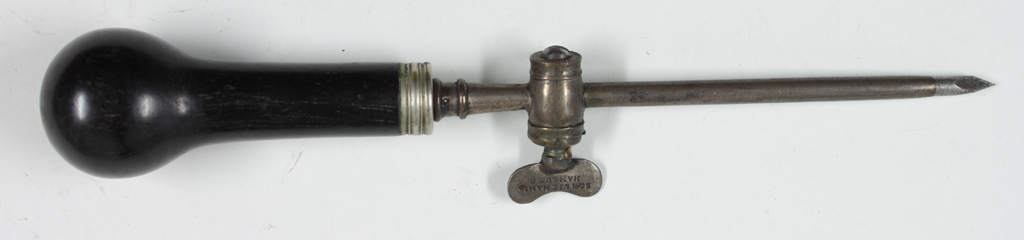
Trokar, ca. 1850.

Der Trokar (über französisch trocart und troicart von trois-quarts „drei Viertel“) ist ein medizinisches Instrument, mit dem scharf oder stumpf ein Zugang zu einer Körperhöhle (z. B. Bauchraum, Brustraum) geschaffen und durch ein Rohr (= Tubus) offengehalten wird. Er wurde nach Helmstädter 1817 durch den Chirurgen Carl Ferdinand von Graefe erfunden. Allerdings wird die Anwendung des Trokars beim Rind bereits in einem Artikel im Neuen medizinischen Wochenblatt von 1789 erwähnt, so dass seine Erfindung deutlich früher zu datieren ist.
Trokare werden in der minimalinvasiven Chirurgie zum Setzen von Arbeits- und Sichtkanälen eingesetzt. In der Tiermedizin dienen sie vor allem zum Abgasen bei einer Pansentympanie beim Rind. Hierfür gibt es Trokare mit Handgriff und Schraubtrokare, die zum längeren Verbleib im Tier verwendet werden. Seltener werden Trokare zur Beseitigung von Gasansammlungen im Blinddarm von Pferden sowie im Abdomen oder Thorax angewendet.
Beim Trokar handelt sich um einen Stift mit spitzem Ende (Stilett), der in einem Tubus sitzt. Kaliber und Länge differieren je nach Anwendungszweck. Ein Trokar für einen Pansenstich (Ruminozentese) muss mindestens 25 cm lang sein, um nach dem Ablassen des Gases nicht aus dem Organ zu rutschen. Trokare für die minimal-invasive Chirurgie haben meist nur einen Durchmesser zwischen 3 und 24 mm. Das Instrument wird nach einem, dem Durchmesser des Trokars entsprechenden Hautschnitt z. B. durch die Bauchdecke in den Bauchraum eingeführt. Der Operateur hat dann nach Herausziehen des Stiletts aus dem Tubus die Möglichkeit, mit einer Optik (Endoskop) durch den Tubus in den Bauchraum zu schauen, oder mit Greif-, Schneide- und anderen Instrumenten innerhalb des Bauchraumes minimalinvasiv zu operieren.
Moderne Trokare sind entweder aus Titan, chirurgischem Stahl oder Kunststoff und werden als einmalig oder mehrfach verwendbare Instrumente hergestellt. Die Spitzen sind an die Tuben angepasst und haben scharfe Schneidkanten für scharfe Präparation des Zugangsweges oder eine stumpfe, konische Spitze zur stumpfen Präparation. Die Tuben speziell für die Inspektion von Körper- bzw. Gelenkhöhlen (Laparoskopie, Thorakoskopie, Arthroskopie) können Klappen- oder Trompetenventile, einen Anschluss zum Insufflieren (Einblasen) von CO2 oder Spülflüssigkeiten oder andere Zusatzausstattungen besitzen.